# Kistótfalu
Kistótfalu (kroatisch Tofaluba) ist eine ungarische Gemeinde im Kreis Siklós im Komitat Baranya.

## Geografische Lage
Kistótfalu liegt gut sechs Kilometer nördlich der Kreisstadt Siklós im Weinbaugebiet Villány. Die Nachbargemeinde Vokány befindet sich zwei Kilometer östlich.

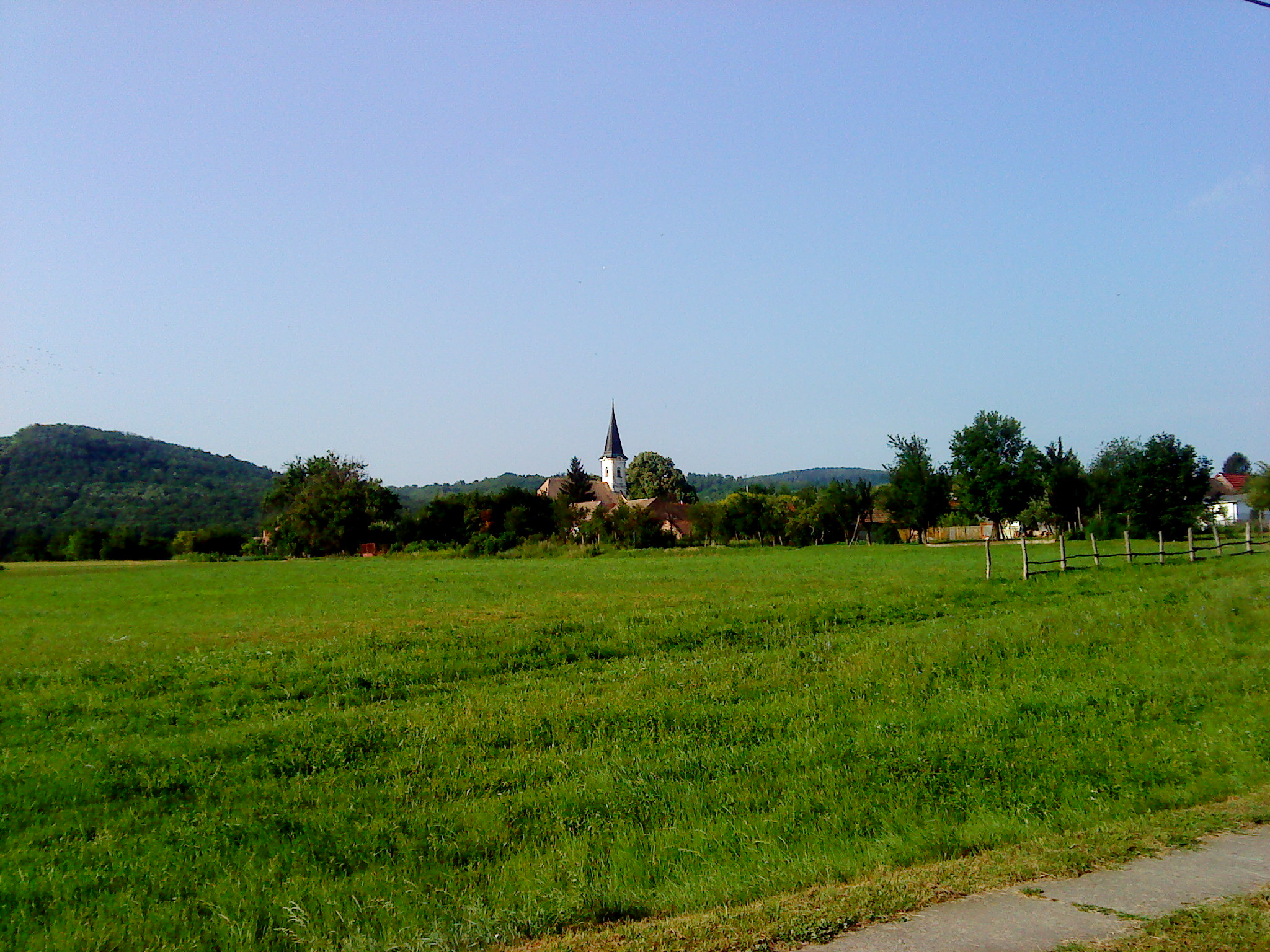
Blick auf Kistótfalu
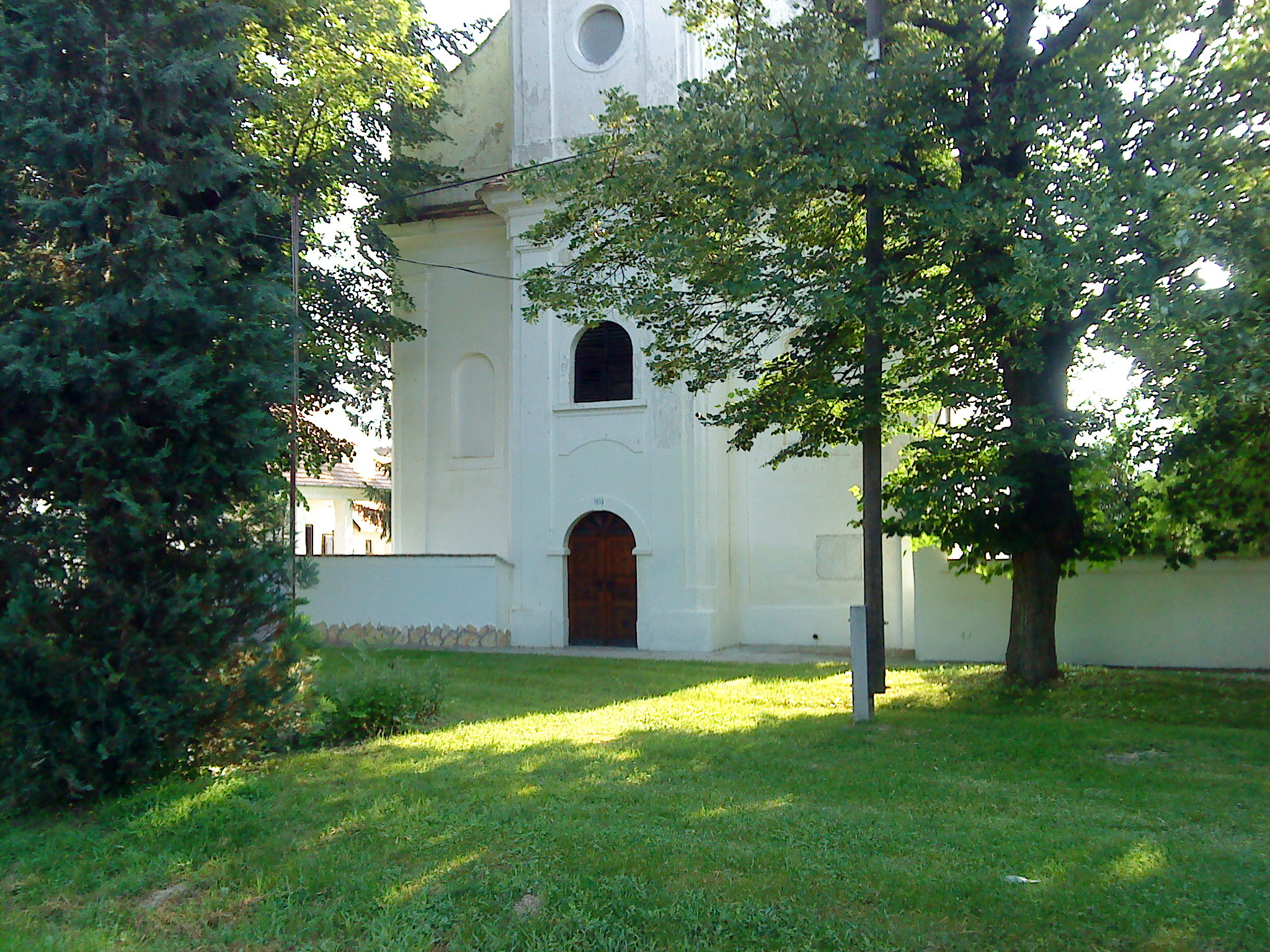
Eingang der reformierten Kirche
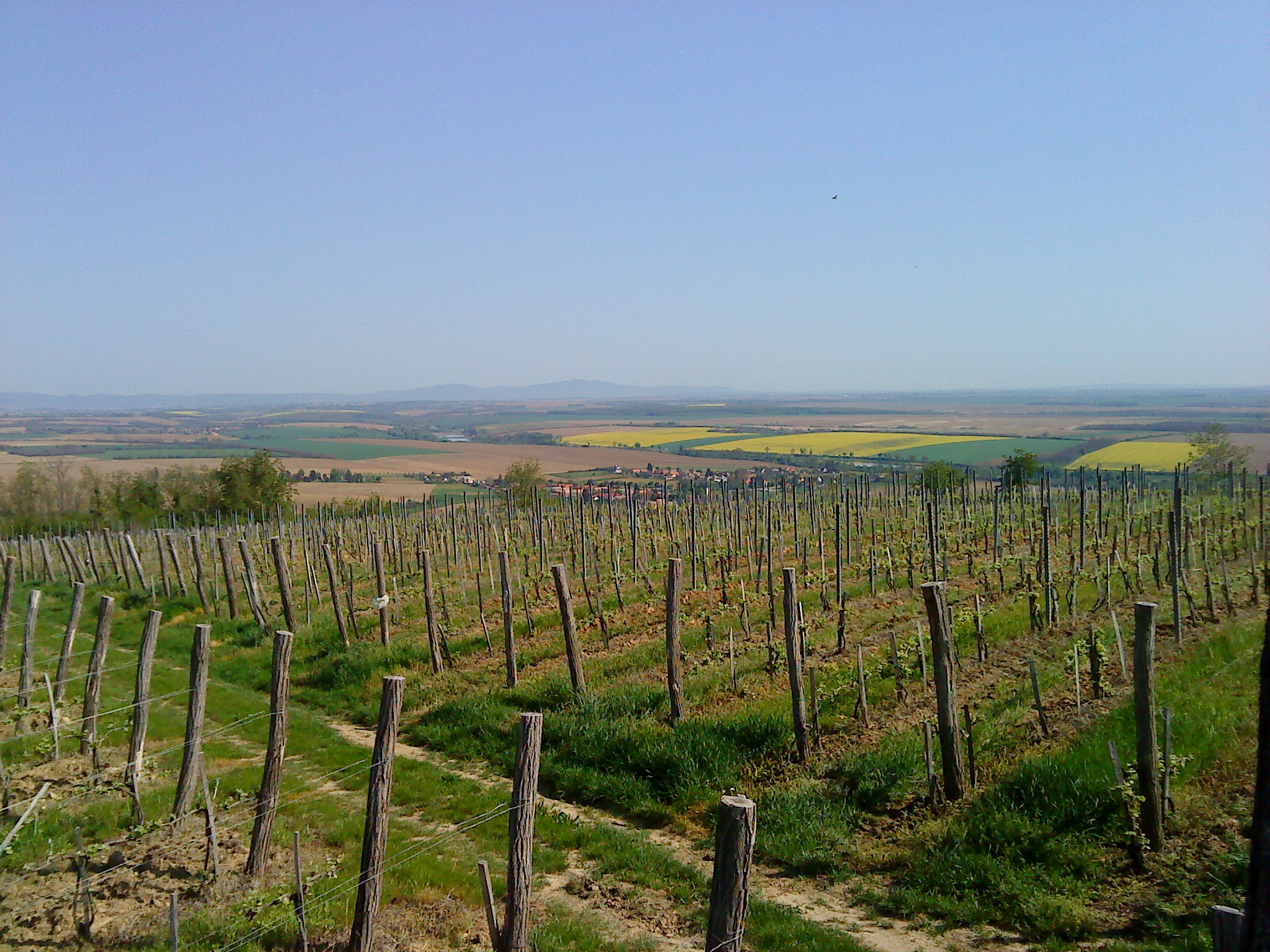
Weinberg oberhalb des Ortes

## Sehenswürdigkeiten
- Reformierte Kirche, erbaut 1833–1839

## Verkehr
Kistótfalu ist nur über die Nebenstraße Nr. 57114 zu erreichen. Es bestehen Busverbindungen nach Vokány und Siklós. Die Gemeinde  ist zudem angebunden an die Eisenbahnstrecke von Pécs nach Villány.